# La tregua
|  | Per a altres significats, vegeu «La tregua (pel·lícula de 2003)». |

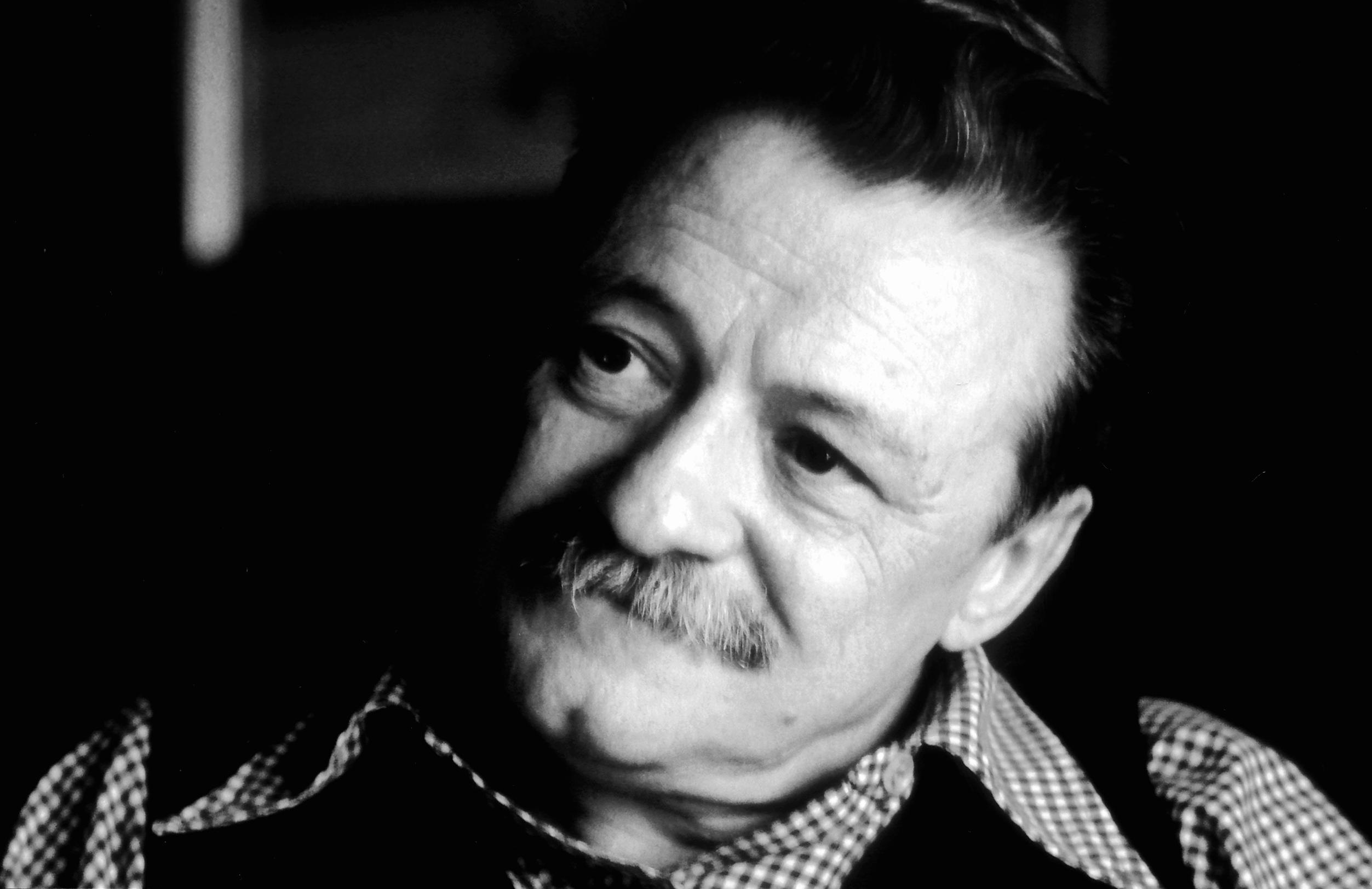
Fotografia de Mario Benedetti l'any 1981.

La tregua és una novel·la de l'escriptor uruguaià Mario Benedetti escrita el 1959 i situada a Montevideo, Uruguai.

## Estructura narrativa
Tot el llibre està escrit en forma d'entrades en el diari personal del personatge principal, en Martín Santomé. S'hi relata aproximadament un any de la seva vida, tot passant per moments com la seva etapa com a treballador vidu, proper a la jubilació tan esperada i l'aparició d'una dona amb la qual iniciarà una relació amorosa.

## Argument
La història comença a la ciutat de Montevideo l'11 de febrer de 1958 i finalitza aproximadament un any més tard, el 28 de febrer de 1959. Martín Santomé, el protagonista, és un vidu de 49 anys que es troba a punt de jubilar-se. Té 3 fills, la Blanca, en Jaime i l'Esteban, amb els qui no té molt bona relació a causa de l'obsessió pel seu treball. En Martín descriu al seu diari el moment en què la Laura Avellaneda, una jove de 24 anys, comença a treballar per l'empresa on ell treballa i inicien un romanç. A poc a poc, la relació que existeix entre ells va progressant fins a arribar al punt de viure junts en un apartament que en Martín lloga per les seves trobades que són més que sexuals, ja que s'estableix entre ells una relació amorosa. Ell decideix proposar-li matrimoni a la Laura, ja que vol fer un pas més en la seva relació, però les seves intencions es veuen truncades quan ella s'absenta sobtadament a l'oficina: ha caigut malalta a causa d'una grip. En aquest punt de la història les marcacions en el diari d'en Martín comencen a ser confuses i esporàdiques. Finalment, ens assabentem que el motiu pel qual les marcacions eren així és per la mort d'Avellaneda. El llibre segueix durant uns capítols més, on en Martín explica la seva vida després de la Laura, el moment en què torna a la rutina de la seva feina i recorda un amor que era desconegut per a tothom. La darrera reflexió d'en Martín és que la seva vida estava destinada a la monotonia i a la solitud, que Déu l'havia destinat a aquella patètica existència tot i que abans de morir li havia concedit una treva amb la Laura per sentir-se viu un moment, però tard o d'hora tornaria a la seva rutina, la seva verdadera vida.

## Personatges

### Martín Santomé
És el personatge principal i el narrador de l'obra. Té 49 anys i treballa en el departament de finances d'una companyia de recanvi de bicicletes. Quan està a punt de jubilar-se s'enamora de la Laura Avellaneda però quan aquesta mor, s'adona que Déu li havia donat una treva, un breu moment de felicitat, però ell estava destinat a la monotonia. D'entrada no té gaire bona relació amb els seus fills; la Blanca, el Jaime i l'Esteban.

### Laura Avellaneda
És una dona de trets suaus, ulls verds i serens, nas fi, de cabell negre i pell molt clara. És decidida, segura d'ella mateixa i del que vol, intel·ligent i treballadora, amorosa i entregada. Té una relació amb en Martín durant uns mesos fins que ella mor a causa d'una grip que empitjora.

### Blanca
És la filla d'en Martín amb qui té una bona relació (comparada amb la qual té el seu pare amb els seus germans). La Blanca és l'única que coneix a la Laura en persona, amb qui s'arriba a portar molt bé. Manté una relació sentimental amb en Diego.

### Jaime
És el fill d'en Martín Santomé amb qui regularment discuteix juntament amb el seu germà gran, l'Esteban. A la meitat de la novel·la es descobreix que és homosexual i marxa de casa tot deixant una nota força agressiva contra el seu pare. En Jaime és el primer fill que s'adona de la relació del seu pare amb la Laura, tot i que no li comenta res.

### Esteban
És el fill més gran d'en Martín amb qui discuteix molt i es mostra molt distant, de la mateixa manera que amb en Jaime. Només hi ha un moment en la novel·la en què hi ha un apropament entre pare i fill, quan l'Esteban cau malalt i el pare el visita a la seva habitació. Aconsella al seu pare amb el tema de la jubilació.

### Isabel
Va ser la muller d'en Martín però va morir al part d'un dels fills en un atac d'eclàmpsia, amb la qual cosa, apareix en el llibre en forma de record i de cartes. En Martín la recorda constantment i la compara amb la seva nova parella, la Laura Avellaneda. Comenta que amb la Isabel tenia una relació més passional i amb la Laura una relació que l'omple més, més sentimental.

## Adaptacions cinematogràfiques

### Pel·lícula argentina (1974)
Es tracta d'una versió filmada a Argentina, el guió del qual és d'Aída Bortnik i Sergio Renán, qui és també el director. La pel·lícula va ser estrenada l'1 d'agost de 1974 i compta amb les actuacions d'Héctor Alterio, com a Martín Santomé, i Ana María Picchio, com a Laura Avellaneda. El film va ser nominat a l'Oscar l'any 1975 en la categoria de “Millor pel·lícula de parla no anglesa”.

### Pel·lícula mexicana (2003)
Aquest any es va fer una altra adaptació de la novel·la de Mario Benedetti dirigida pel mexicà Alfonso Rosas Priego. Va ser estrenada el 24 d'octubre de 2003 i compta amb l'actuació de Gonzalo Vega al paper de Martín Santomé i d'Adriana Fonseca al paper de Laura Avellaneda.